# National Museum of Ireland – Natural History
National Museum of Ireland – Natural History (irsk: Ard-Mhúsaem na hÉireann – Stair an Dúlra), nogle gange omtalt som Dead Zoo, er en afdeling af National Museum of Ireland, der ligger på Merrion Street i Dublin, Irland. Museet blev opført i 1856 for dele af Royal Dublin Societys samling, og bygningen og samlingen blev senere overdraget til staten.
Natural History Collection består af undersamlinger med zoologi, geologi og botanik; den geologiske samling er for størstedelens vedkommende blevet opbevaret på magasin fra 1960'erne, og den botaniske samling blev flyttet til National Botanic Gardens i 1970. Museets zoologiske samling, og dens bygning, er dog kun ændret ganske lidt siden victoriatiden, og det bliver undertiden beskrevet som som et "museum of a museum" eller et "stately home of death".
Adgang til museet har været gratis i årtier, og besøgstallet er vokset fra 106,000 i 2007 til over 336.000 i 2017, og 388.000 i 2019, på trods af permanent mangel på personale, og to ud af fire etager der har været lukket siden 2007. Efter en midlertidig lukning grundet coronaviruspandemien lukkede museet i november 2020 på ubestemt tid for at gøre plads til en større renovering, og samlingerne blev flyttet i en periode på omkring 10 måneder. Stueetagen blev genåbnet i august 2022, men lukker igen når renoveringerne fortsætter. Arbejdet blev vist i tv-dokumentaren The Dead Zoo i 2022.